# Tonka Savić-Flieder-Macuka
Tona Savić-Flieder-Macuka (Zagreb, 9. listopada 1861. – Zagreb, 9. siječnja 1932.) je bila hrvatska kazališna i filmska glumica.

## Filmografija

### Filmske uloge
- "Brišem i sudim" (1919.)
- "Vragoljanka" (1919.)
- "Brcko u Zagrebu" (1917.)

## Vanjske poveznice
- Tona Savić-Flieder-Macuka u internetskoj bazi filmova IMDb-u (engl.)